# AllMovie

Logo

AllMovie (ehemals All Movie Guide) ist eine seit 1994 bestehende Online-Filmdatenbank. Sie wurde von dem US-amerikanischen Unternehmen All Media Guide ins Leben gerufen, das sie auch von ihrem Unternehmenssitz in Ann Arbor, Michigan aus betrieb. Sie entstand als Pendant zum bereits seit 1991 vorhandenen All Music Guide. Die meisten redaktionellen Inhalte wurden im Sommer 2024 entfernt.

## Geschichte
War der All Movie Guide zunächst nur über Gopher abrufbar, existierte seit 1995 die gleichnamige Website. 1995, 1996 und 1997 wurde eine elektronische Ausgabe als Corel All-Movie Guide von der New Yorker Firma Corel Corporation herausgegeben. Die englischsprachige Datenbank bot ähnlich wie die bekanntere IMDb Informationen zu Filmschaffenden und Filmen aller Genres, seit Beginn der Kinematografie Ende des 19. Jahrhunderts. Neben Biografien, Inhaltsangaben und Filmkritiken informierte der All Movie Guide unter anderem auch über Fernsehserien, Produktionshintergründe, das aktuelle Kinogeschehen, verfügte über einen Blog und enthielt Essays zu verschiedenen Filmgenres und -strömungen. Die lizenzierten Inhalte wurden von bezahlten Redakteuren (weltweit über 900 Kritiker, viele davon freiberuflich) zusammengetragen und von Tausenden von Händlern, Webseiten etc. weitergenutzt, darunter das Internet-Versandhaus Amazon oder die Filmwebpräsenz der New York Times. Von 1994 an war Hal Erickson für 15 Jahre ein leitender Redakteur.
Jeder eingebrachte Film wurde einem Bewertungssystem unterzogen. Dieses richtete sich nach verschiedenen Faktoren, so unter anderem nach der zeitgenössischen Rezeption (Kritik, Auszeichnungen, wirtschaftlicher Erfolg in der Zielgruppe), seiner Qualität im Vergleich zu anderen Produktionen gleichen Genres oder dem Renommee der Besetzungsliste. Als Höchstwertung vergab die Redaktion fünf Sterne, als niedrigste Wertung einen Stern. Auch Nutzer konnten Vorschläge für Änderungen und Erweiterungen einreichen, die redaktionell begutachtet und nach einer Frist von bis zu sechs Wochen hinzugefügt wurden.
2011 ging die Datenbank gemeinsam mit den Schwesterdiensten AllMusic und AllGame, die sich mit Computer- und Videospielen beschäftigte, an die US-amerikanische Rovi Corporation über. Im August 2013 lagerte diese den Betrieb der Websites an eine Tochtergesellschaft aus. AllGame wurde kurz darauf geschlossen. 2015 sowie 2019 kauften Unternehmen aus der Werbebranche den in RhythmOne umbenannten Website-Betreiber. Rovi (inzwischen als TiVo) lieferte aber noch bis Mai 2024 die angezeigten Daten zu. Danach wurden sämtliche hunderttausende redaktionelle Inhalte aus drei Jahrzehnten entfernt.

## Belege
1. ↑  AllMovie: Coverage Statistics (Memento vom 16. November 2010 im Internet Archive) (englisch)
2. ↑  Digital Entertainment Veterans Launch ‚All Media Network‘ to Perfect Digital Media Discovery (Memento vom 8. Dezember 2013 im Internet Archive) bei Business Wire (englisch)
3. ↑  Rovi Corporation Reports Second Quarter 2013 Financial Performance (Memento vom 18. März 2016 im Internet Archive)
4. ↑  Introducing RhythmOneBlog - RhythmOne. In: www.rhythmone.com. Abgerufen am 15. Januar 2019 (englisch).
5. ↑  BLINKX ACQUIRES ALL MEDIA NETWORK, LLC - Newsroom - RhythmOne. In: investor.rhythmone.com. Abgerufen am 15. Januar 2019 (englisch).
6. ↑  ‘Some will close their gates, others will open to programmatic’: Ofer Druker on the future of CTV. DigiDay, abgerufen am 7. August 2024 (englisch).
7. ↑  AllMovie FAQ (Memento vom 27. Mai 2024 im Internet Archive)
8. ↑  An Evolving AllMovie (Memento vom 3. Juni 2024 im Internet Archive) (Pressemitteilung, englisch)